# Piràmide d'Austerlitz
La Piràmide d'Austerlitz és una piràmide esglaonada de trenta-sis metres d'alçada, construïda l'any 1804 pels soldats de Napoleó en un dels punts més alts de la serralada d'Utrecht, en el municipi de Woudenberg, als Països Baixos. Al cim de la piràmide hi ha un obelisc de pedra.

## Història
Durant la campanya de Napoleó a Egipte al 1798, el general Auguste Marmont va quedar tan enlluernat després de veure les Piràmides de Guiza, que va decidir que havia d'aixecar-ne una a Europa. La recreació havia de seguir el model original de la piràmide de Quèops, amb la major fidelitat possible. Així fou com va néixer la piràmide d'Austerlitz, aixecada per soldats de Bonaparte a l'any 1804 com a tribut a l'emperador. El nom commemoratiu a la batalla d'Austerlitz li van posar després que Napoleó derrotés a la Tercera Coalició a finals del 1805.

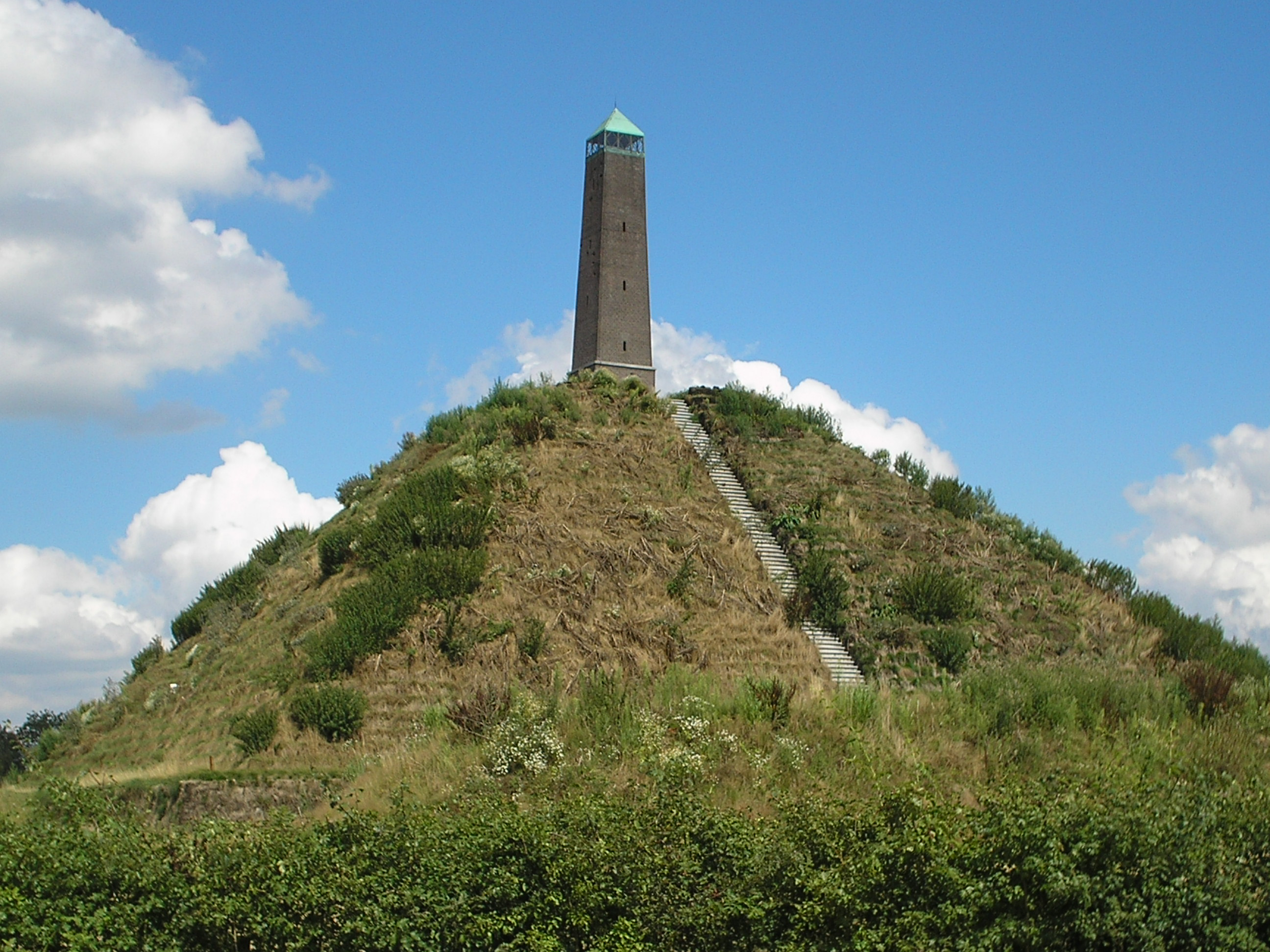
La piràmide abans de la restauració

El propi Marmont va dirigir-ne les obres. Consistiren en aixecar un turó de terra d'una alçada de trenta-sis metres adoptant la forma esglaonada de la piràmide en que s'inspira. La piràmide original, feta de terrasses de terra i sorra, molt aviat va mostrar els efectes de l'erosió i del pas del temps. Un darrer afegit igualment d'origen egipci es va incorporar al vèrtex el 1894: un llarg obelisc de fusta de tretze metres. L'original obelisc de fusta aviat es va deteriorar i va ser enderrocat el 1808. El 1894, Johannes Bernardus de Beaufort, propietari de la finca Henschoten on s'aixecava la piràmide i alcalde de Woudenberg, va fer construir l'obelisc de pedra actual sobre la piràmide.
La semblança d'aquest monument amb l'original s'acaba en la façana esglaonada, ja que com és obvi, la piràmide de Marmont no respon en cap sentit a la funció funerària ni a l'enrevessat interior arquitectònic per protegir la tomba d'un mandatari. Salvant les distancies, la piràmide que ens ocupa podria ser considerada una follie o capritx arquitectònic, que a més a més, es va construir en un temps record de vint-i-set dies. Segurament va ser aquesta la causa de que en poc temps aquesta construcció única a Europa s'anés degradant amb facilitat.

### Restauració
Només van caldre uns quants actes vandàlics perquè aquella entusiasta obra que va mobilitzar aquells soldats napoleònics a rememorar la meravella arquitectònica que els seus ulls havien pogut contemplar, estigués a punt de desaparèixer. Fins aleshores poc coneguda, la piràmide holandesa va ser restaurada l'any 2004 i avui es conserva com una curiosa atracció turística amb la consideració de monument nacional.